# Poznań Porsche Open 2010
Il Poznań Porsche Open 2010 è un torneo professionistico di tennis maschile giocato sulla terra rossa, che faceva parte dell'ATP Challenger Tour 2010. Si è giocato ad Aptos negli USA dal 19 al 24 luglio 2010.

## Partecipanti

### Teste di serie
| Nazionalità | Giocatore       | Ranking* | Testa di serie |
| ----------- | --------------- | -------- | -------------- |
| Australia   | Peter Luczak    | 78       | 1              |
| Portogallo  | Frederico Gil   | 85       | 2              |
| Giamaica    | Dustin Brown    | 99       | 3              |
| Portogallo  | Rui Machado     | 123      | 4              |
| Spagna      | Óscar Hernández | 156      | 5              |
| Italia      | Simone Vagnozzi | 166      | 6              |
| Croazia     | Antonio Veić    | 174      | 7              |
| Rep. Ceca   | Dušan Lojda     | 178      | 8              |

- Ranking al 5 luglio 2010.

### Altri partecipanti
Giocatori che hanno ricevuto una wild card:
- Marcin Gawron
- Andriej Kapaś
- Grzegorz Panfil
- Maciej Smoła

Giocatori passati dalle qualificazioni:
- André Ghem
- Javier Martí
- Dawid Olejniczak
- Roman Vogeli

## Campioni

### Singolare
Denis Gremelmayr ha battuto in finale   Andrej Kuznecov con il punteggio di 6–1, 6–2

### Doppio
Rui Machado /  Daniel Muñoz de la Nava hanno battuto in finale  James Cerretani /  Adil Shamasdin con il punteggio di 6–2, 6–3